# Nigromància

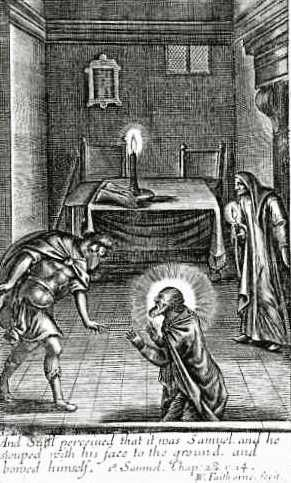
Il·lustració del 1681, obra de Joseph Glanvill extreta del frontispici Sadducismus Triumphatus. La imatge mostra una escena de la Biblia en què la nigromant d'Endor fa servir un ritual nigromàntic per a cridar l'esperit de Samuel per a complaure la petició del rei Saül.

La nigromància o necromància (del grec nekromanteía, ciència o evocació dels morts) és una branca de la màgia, considerada generalment negra, que consisteix en l'endevinació mitjançant la consulta als morts i als seus esperits o cadàvers. És un pràctica antiga comuna a la tradició mística de diferents cultures: egípcia, mesopotàmica, grega, persa, etc. També és practicada per religions provinents d'Àfrica com ara el vodú o altres branques provinents de l'espiritisme.
Els nigromants són bruixots mortals que han estudiat les arts prohibides per intentar escapar de la mort. Tenen un profund coneixement de la màgia nigromàntica i es poden comunicar amb els esperits.
Es troben al·lusions a la nigromància a l'Epopeia de Guilgameix, l'Odissea, la Bíblia, a l'Eneida i als missatges dedicats als morts escrits als vasos sagrats de l'antic Egipte.
És prohibida al llibre de l'Antic Testament, Samuel I.

## Etimologia
La paraula deriva del llatí necromantia, que va adoptar aquest mot del grec antic νεκρομαντεία (nekromanteía), una barreja de les paraules νεκρός (nekrós), que significa "cadàver", i de μαντεία (manteía), "que vol dir profecia o adivinació". Aquesta combinació de les dues paraules la trobem per primera vegada en la Història al llibre "Orige d'Alexandria" escrit al segle iii.
Pel que fa al grec clàssic el mot ἡ νέκυια (nekyia),el troben en un episodi de l'Odissea en què Odisseu visita el regne dels morts, νεκυομαντεία en grec hel·lenístic.